# راضی
راضی نامی مردانه با ریشه عربی به معنی خشنود است که می‌تواند به افراد زیر اشاره داشته‌باشد:
نام کوچک
- راضی (خلیفه)
- راضی شنیشل
- راضی الجعایدی
- راضی الراضی
- راضی المطیری
- راضی بن عبدالسلام
- سید راضی نوری

نام خانوادگی
- حسین راضی
- احمد راضی
- امجد راضی
- ماهر حبیب راضی
- حسین آل راضی
- خالد راضی